# Jackson Wildcats
I Jackson Wildcats sono stati una franchigia di pallacanestro della USBL, con sede a Jackson nel Mississippi, attivi tra il 2002 e il 2007.

## Storia
Nacquero a Glens Falls, nello Stato di New York, come Adirondack Wildcats. Dopo tre stagioni interruppero l'attività. Si riformarono nel 2006, spostandosi nel Mississippi, prendendo il nome di Jackson Wildcats. Vennero esclusi però dal campionato USBL 2007 e si sciolsero subito dopo.

## Stagioni
| Stagione | Lega | Denominazione       | V  | P  | %    | Piazzamento | Play-off         |
| -------- | ---- | ------------------- | -- | -- | ---- | ----------- | ---------------- |
| 2002     | USBL | Adirondack Wildcats | 21 | 9  | 70,0 | 2º          | Semifinale       |
| 2003     | USBL | Adirondack Wildcats | 16 | 14 | 53,3 | 3º          | Quarti di finale |
| 2004     | USBL | Adirondack Wildcats | 15 | 15 | 50,0 | 3º          | Quarti di finale |